# Ciclop
|  | Per a altres significats, vegeu «Ciclop (còmic)». |

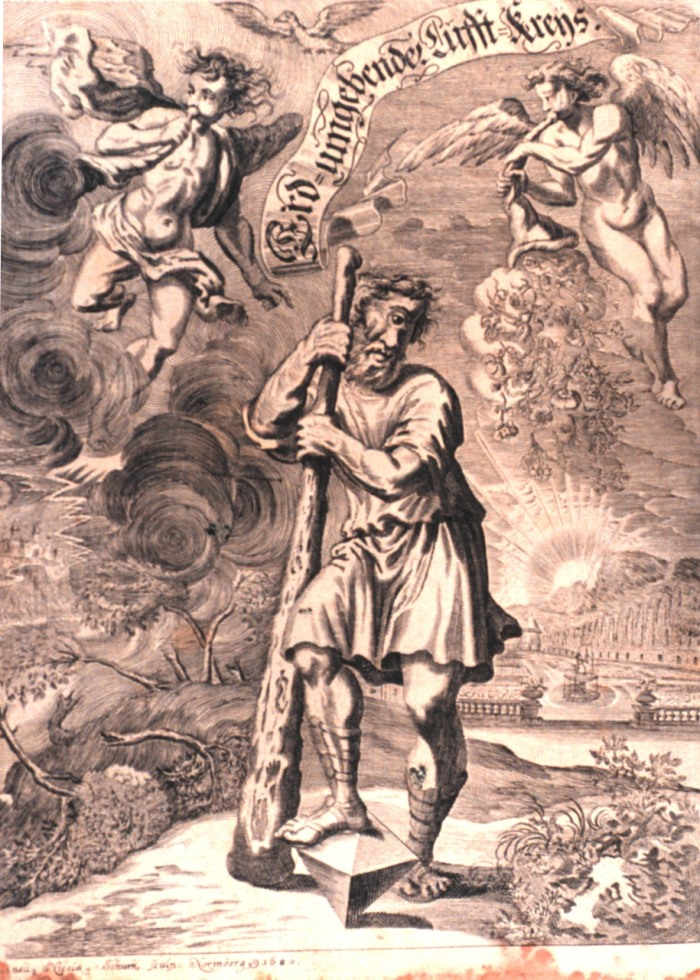
Ciclop, d'Erasmus Francisci zu Nürnberg, 1627-1680)

En la mitologia grega, els ciclops (en grec antic: Κύκλωπες) eren uns gegants amb un sol ull enmig del front, fills d'Urà i de Gea. Podria ser que la paraula ciclop en grec signifiqués «ull circular». La construcció ciclòpia va rebre aquest nom en honor seu.

## Els tres primers ciclops
Al principi dels temps hi havia tres ciclops: Brontes (el tro), Estèropes (el llampec) i Arges (el llamp). Urà els va fer fora del cel i els va encadenar al Tàrtar. Cronos els va alliberar, però més tard el mateix Cronos els va tornar a encadenar. Finalment, van ser alliberats per Zeus, ja que un oracle li havia dit que només aconseguiria guanyar Cronos i els titans si alliberava a tots els presoners del Tàrtar. Com a mostra de gratitud, els ciclops van donar el llamp i el tro a Zeus, el trident a Posidó i el casc que feia invisible a Hades. Com a divinitats que eren, els ciclops eren immortals; això no obstant, Apol·lo els va matar en venjança perquè Zeus havia mort Asclepi.

## Els Quirogàstors
Quirogàstors significa 'els que viuen del treball de les seves mans'. Eren aquests uns éssers també considerats ciclops, encara que no se sap amb seguretat quina relació tenien amb els anteriors (si és que en tenien alguna). Vivien a Sicília i es dedicaven a forjar tota classe d'objectes com a ajudants d'Hefest. Entre les seves obres més destacades, hi figuren: el vel de ferro que no deixava veure la llum del Sol als Titans, les muralles de Tirint, les muralles d'Argos... Segons l'obra, reben també els noms de Gasteroquirs o Gastroquirs, Enquirogàstors o Engastroquirs.

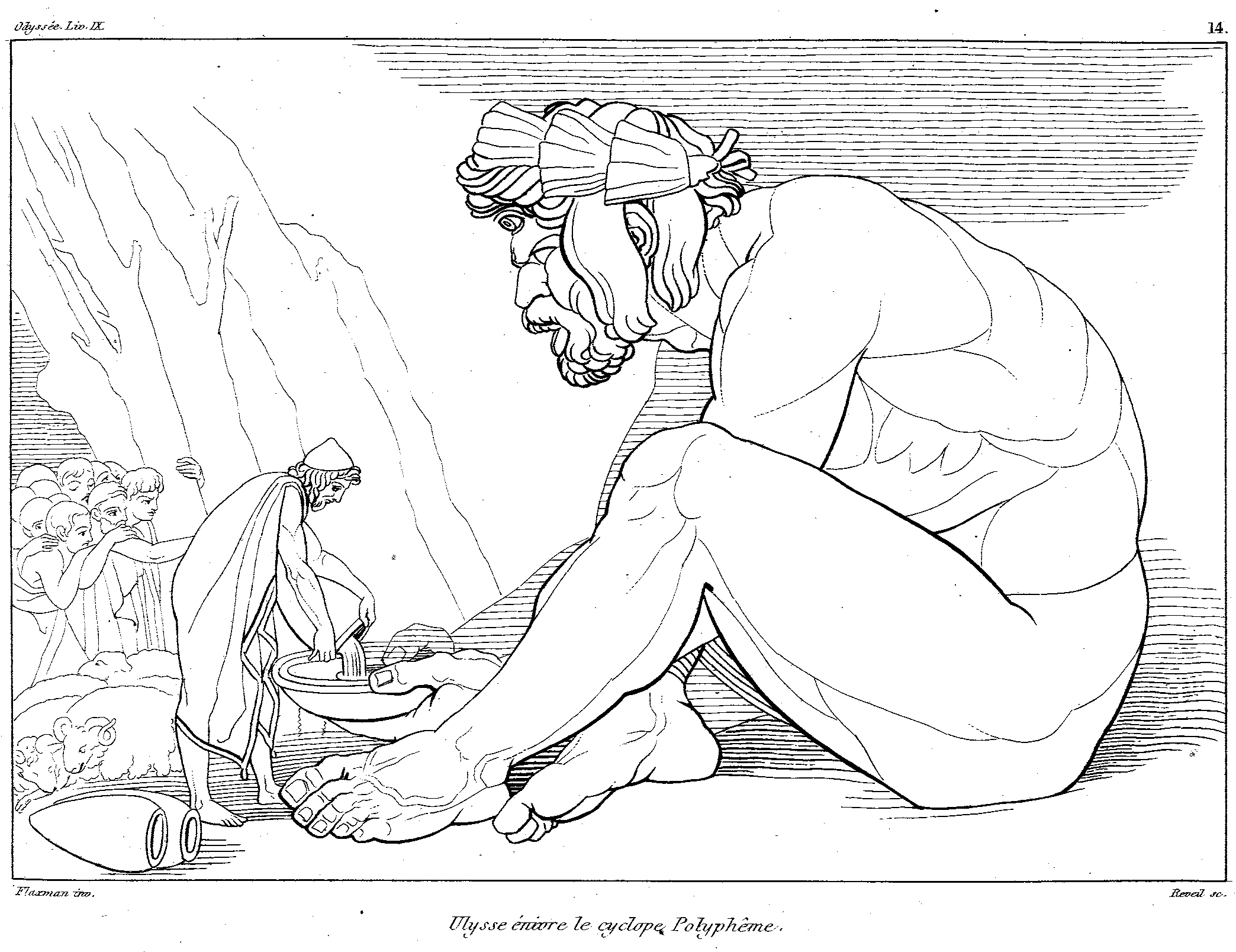
Ulisses i el ciclop Polifem (John Flaxman, 1810)

## Polifem
Segons el Cant Novè de l'Odissea, Ulisses, en el viatge de tornada de Troia va arribar a una illa, on ell i els seus companys van ser capturats per un gegant que només tenia un ull, el ciclop Polifem, fill de Posidó. El ciclop va demanar a Ulisses el seu nom i ell, astutament, li contesta: «Ningú». Aprofitant que dormia, Ulisses, el deixà cec amb una estaca. A continuació Ulisses i els seus companys fugiren disfressats d'ovelles. Quan els altres ciclops sentiren remor i demanaren què passava, el ciclop digué «Ningú m’ha deixat cec! Ningú m’ha atacat!» Aquesta astúcia va deixar lliures a Ulisses i els seus companys. Aquest heroi és perseguit per la ira del déu del mar, Posidó, enutjat, amb ell perquè ha deixat cec al seu fill, el ciclop Polifem, un gegant amb un sol ull al mig del front.

## Els escriptors del mite
Les primeres versions literàries de què tenim constància sobre els ciclops són les ja esmentades d'Hesíode i d'Homer (s. VIII-VII aC). Sembla que aquests escriptors van inspirar les versions posteriors. Encara en l'antiguitat Cal·límac de Cirene (s. III aC), va escriure un himne en què els ciclops eren ajudants d'Hefest el déu forjador. Segons aquest poema els ciclops haurien construït les fortificacions de Tirint i de Micenes al Peloponnès. Els sorolls procedents dels volcans serien causats pels seus treballs. El poeta llatí Virgili (s. I aC) dona una versió semblant a les anteriors.
Eurípides (s.V aC), en la seva obra teatral Alcestis, apareix un ciclop que és matat per Apol·lo en venjança per la mort d'Asclepi. Com a càstig, Apol·lo és obligat a servir durant un any al rei Admet de Feres. Algunes versions posteriors del mite diuen que després que Apol·lo matés el ciclop, el seu esperit es va quedar vagant per l'Etna, per això aquest volcà se’l sent gemegar de tant en tant.
Teòcrit de Siracusa (s. III aC) va escriure dos poemes sobre Polifem i Galatea.

## Una explicació lògica
S'ha intentat trobar una explicació lògica a l'aparició dels ciclops en la mitologia. Es diu que el seu únic ull prové dels ferrers, que es tapaven un dels ulls amb un pegat per evitar les guspires que saltaven en colpejar l'enclusa amb el martell.
De la mateixa manera, els ciclops ferrers de Sicília serien una explicació per al soroll i els tremolors de terra que provenien del volcà Etna.

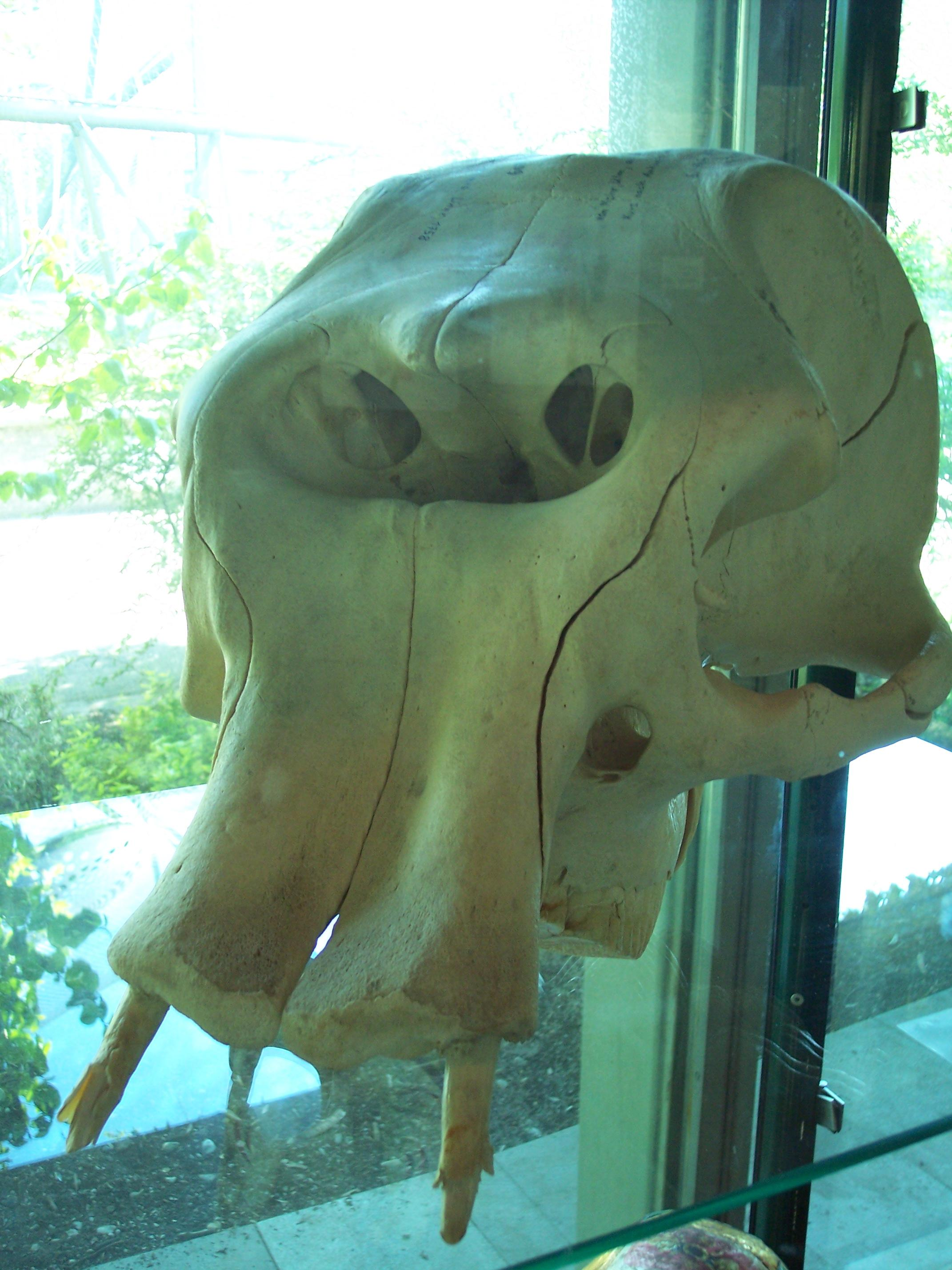
Crani d'elefant nan, zoo de Múnic,(Alemanya).

Altres, com el paleontòleg Othenio Abel, creuen que els antics es devien haver trobat amb un crani d'elefant nan prehistòric i, com que no sabien identificar què era, es van iniciar les explicacions fantasioses. Abel suggeria que la gran cavitat nasal d'aquests animals, situada a la part central del crani, podria haver-se confós amb la cavitat per a un sol ull d'un ésser semblant als humans; les dimensions d'aquest crani és dues vegades la mida d'un crani humà.
Per altra banda, existeix una planta Veratrum album, descrita per Hipòcrates abans del 400 aC, la qual conté dos alcaloides, la ciclopamina i la jervina, les quals són teratògens, és a dir, capaços de causar defectes de naixement com ara la ciclopia o formació en el fetus d'un únic ull. Els estudiants de teratologia han plantejat la possibilitat de relació entre aquesta deformitat infantil i el mite literari.
Emprant eines filogenètiques, Julien d'Huy ha reconstruït la història i prehistòria de les versions de Polifem, remuntant-se al període paleolític.